# 한국 제일의 사나이
"한국 제일의 사나이"는 한국에서 제작된 편거영 감독의 1969년 영화이다. 장동휘 등이 주연으로 출연하였고 강대진 등이 제작에 참여하였다.

## 출연

### 주연
- 장동휘
- 남미리
- 박노식
- 장혁

## 기타
- 조명: 장기종
- 미술: 박석인

## 같이 보기
- 한국 제일의 사나이 2